# Орден Заслуг перед Прусской Короной
Орден Заслуг перед Прусской Короной (нем. Verdienstorden der Preußischen Krone) — второй по значимости орден Королевства Пруссии.

## История

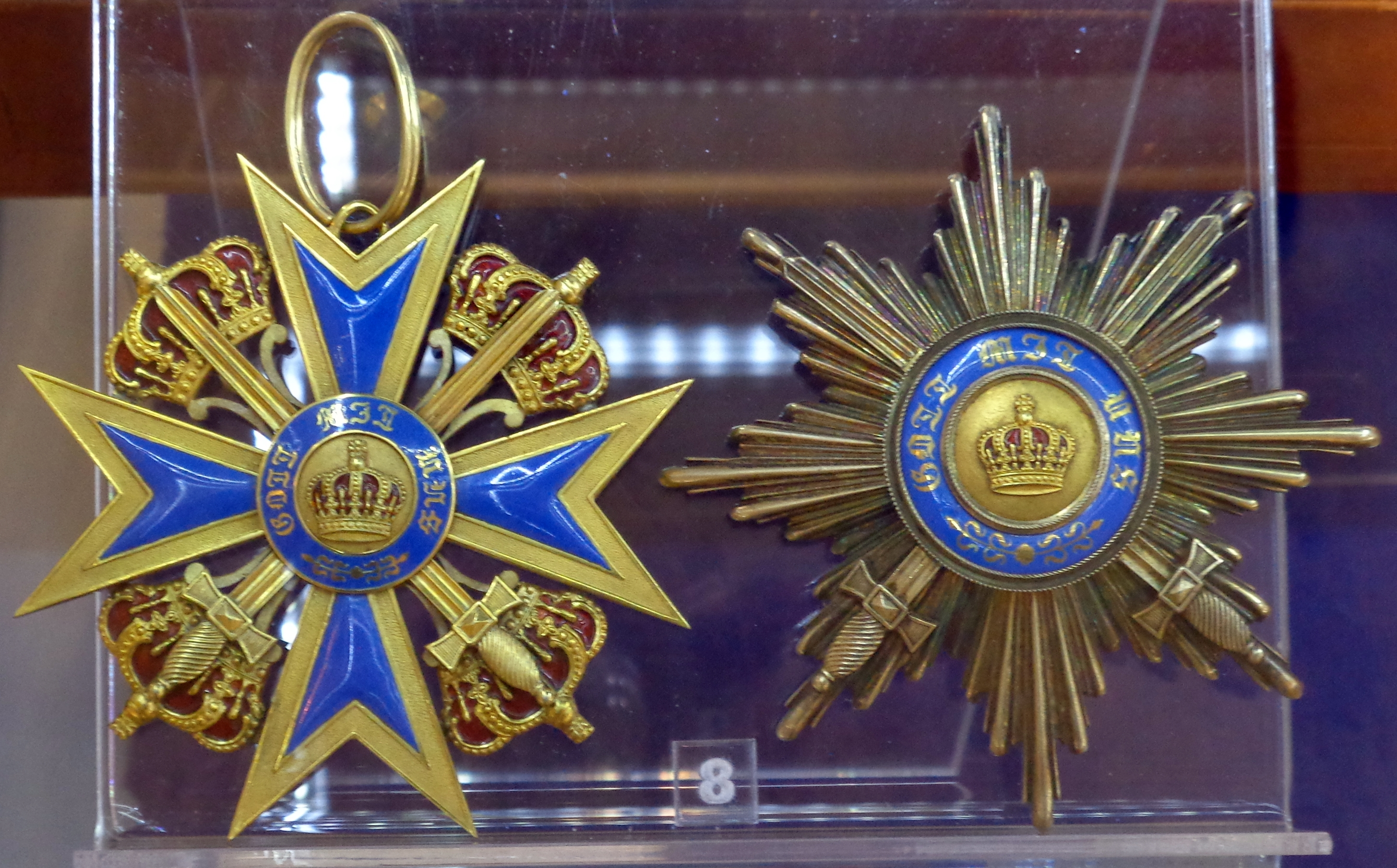
Знаки Большого креста с мечами

18 января 1901 года Вильгельм II в ознаменование 200-летия Королевства Пруссия учредил орден, который по своему старшинству стал следовать непосредственно за Орденом Чёрного орла.
Орден заслуг перед Прусской Короной был институцирован в двух дивизионах: военном и гражданском, — но просуществовал очень недолго, в результате чего было произведено всего 57 награждений (из них до 1914 года — 49), причём в военном дивизионе только 6. Один раз были вручены бриллиантовые знаки.
Орден в первую очередь был предназначен для награждения членов монаршьих домов, как европейских (в том числе германских), так и азиатских, глав правительств и министров иностранных дел, а также членов свит иностранных монархов, прибывавших в Берлин с государственными или официальными визитами (или при зарубежных визитах императора Вильгельма). Наличие этой награды позволяло не принимать в Орден Чёрного Орла иностранных чиновников менее высокого ранга, чем министр иностранных дел, награждённых ранее Большим Крестом Ордена Красного Орла и вновь сопровождавших своего государя при визитах в Берлин.

### Награждённые орденом подданные Российской империи
- Ламсдорф, Владимир Николаевич — министр иностранных дел Российской империи (1901)
- Струков, Александр Петрович — генерал кавалерии, генерал-адъютант Российской империи (1905)
- Столыпин, Пётр Аркадьевич — Председатель Совета министров Российской империи (1909)
- Сазонов, Сергей Дмитриевич — министр иностранных дел Российской империи (1912)

## Описание награды
Знак Ордена носился на синей чресплечной ленте с оранжевыми полосками по краям (через правое плечо), и звезды, которая носится на левой стороне груди. Знак ордена — мальтийский крест синей эмали с золотыми границами и центральным диском. В каждом из четырёх отсеков между лучами креста находятся четыре красно-эмалевых короны, венчающих королевскую монограмму «W II». Центральный диск на лицевой стороне значка показывает золотую корону с красной эмалью, окруженную сине-эмалированной круглой лентой с надписью золотом готическим шрифтом «Gott Mit Uns». На обратной стороне диска находятся переплетённые инициалы «IR W II» («Imperator Rex Wilhelm II»)), окруженный датой «18 января 1901 года».
Звезда ордена — золотая восьмиконечная с прямыми лучами, исходящими от центрального диска.
Знак ордена за военные заслуги дополнялся двумя скрещёнными мечами.